# Тупик (птица)
Ту́пик, или атлантический ту́пик (лат. Fratercula arctica) — вид морских птиц из семейства чистиковых отряда ржанкообразных. Обитают на побережьях Атлантического и Северного Ледовитого океанов. Гнездятся в норах на птичьих базарах. Питаются рыбой, в основном песчанками.

## Этимология названия
Русское название «тупик» происходит от слова «тупой» и связано с массивной, округлой формой клюва птицы. Латинское название Fratercula arctica означает «арктический монашек», и было дано из-за того, что внешне птица напоминает монаха в рясе. Английское название puffin — «толстячок» связано с неуклюжим видом птицы.

## Описание
Длина тела 30—35 см, размах крыльев около 50 см, вес 450—500 г. Самцы, как правило, немного крупнее самок. Спина, воротник на горле и голова чёрные. На боках головы есть большие светло-серые пятна. Глаза выглядят маленькими, почти треугольными из-за красных и серых кожистых образований вокруг них. Низ тела белый. Лапы оранжево-красные.

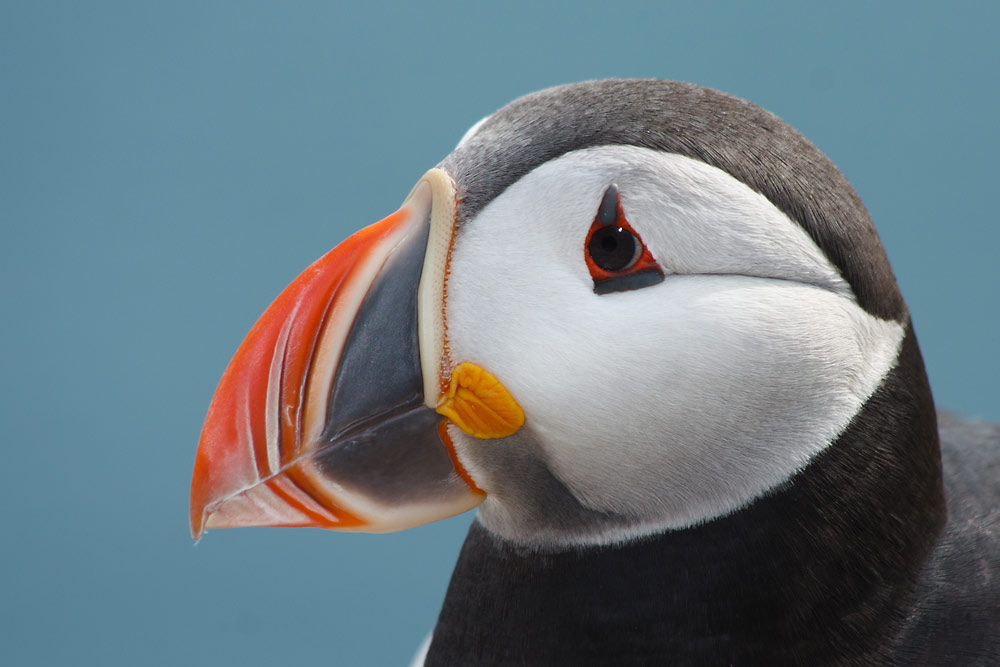
Голова тупика крупным планом

Клюв у тупиков плоский и массивный. Он играет большую роль в привлечении партнёра, поэтому во время брачного периода у него очень яркая окраска. Вершина клюва ярко-красная, а основание серое. Их разделяет светло-жёлтый гребень, такой же находится в основании клюва. На стыке двух челюстей есть небольшая жёлтая складка кожи. Размер и облик клюва меняется с возрастом: у молодой птицы он более узкий, чем у взрослой, но имеет ту же длину. С возрастом клюв становится шире. К старости на красной части клюва могут появляться борозды.
Клюв и кожа вокруг глаз имеют яркую окраску только во время сезона размножения. Во время последующей линьки состоящие из нескольких частей роговые покровы клюва отпадают, и клюв становится менее широким. Его кончик становится блёклым, основание тёмно-серым. Светло-серые перья головы и шеи также сменяются на более тёмные. Треугольные кожные образования вокруг глаз также пропадают.

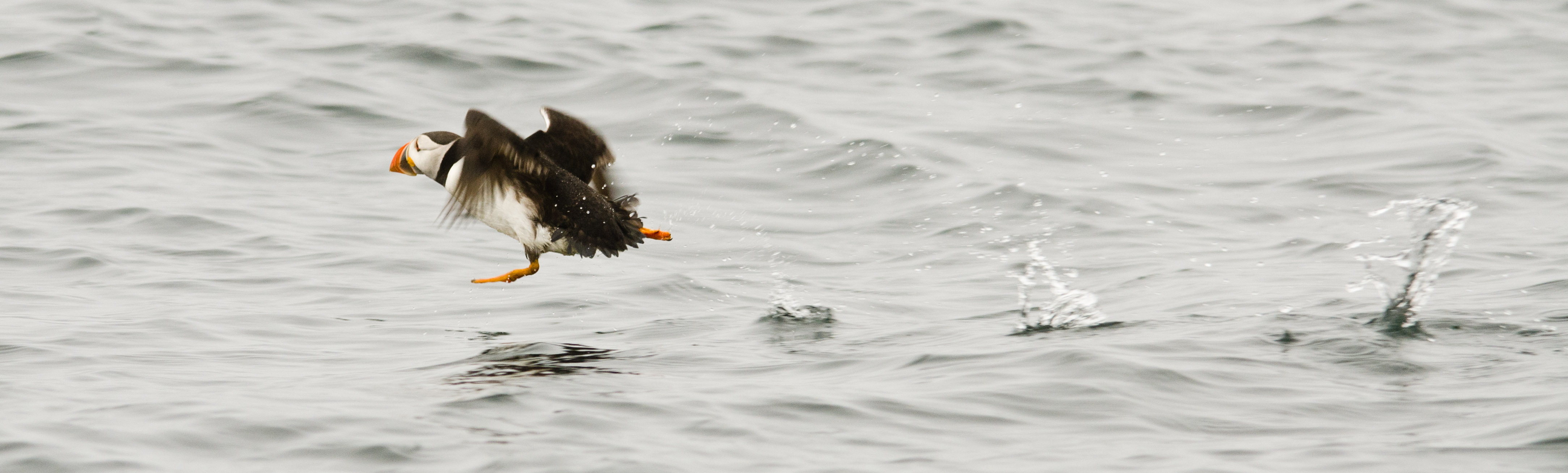
Взлёт тупика

Молодая птица похожа на взрослую по оперению, но перья на голове у неё тёмно-серые, а на щеках лишь чуть светлее. Клюв и ноги буроватые. Молодняк на несколько лет улетает в море, и в это время ювенальное оперение постепенно сменяется на взрослое.
Тупики ходят быстро (могут и бегать на ровных поверхностях), но вразвалку. Хорошо плавают и ныряют, могут задерживать дыхание примерно на минуту. В воде гребут крыльями и перепончатыми лапами. Для полёта тупики должны очень быстро взмахивать крыльями, около нескольких раз в секунду. Перед взлётом с воды они могут несколько секунд «бежать» по ней.Тупики летают низко (на высоте около 10 метров над водой), но быстро, со скоростью до 80 км/ч. Садятся на воду тупики неловко. Они либо врезаются в гребень волны, либо падают на брюхо. В колониях тупиков обычно тихо, иногда в полёте тупики издают звуки, похожие на мурлыканье, или, чаще всего при заходе в нору, рычат.

## Распространение

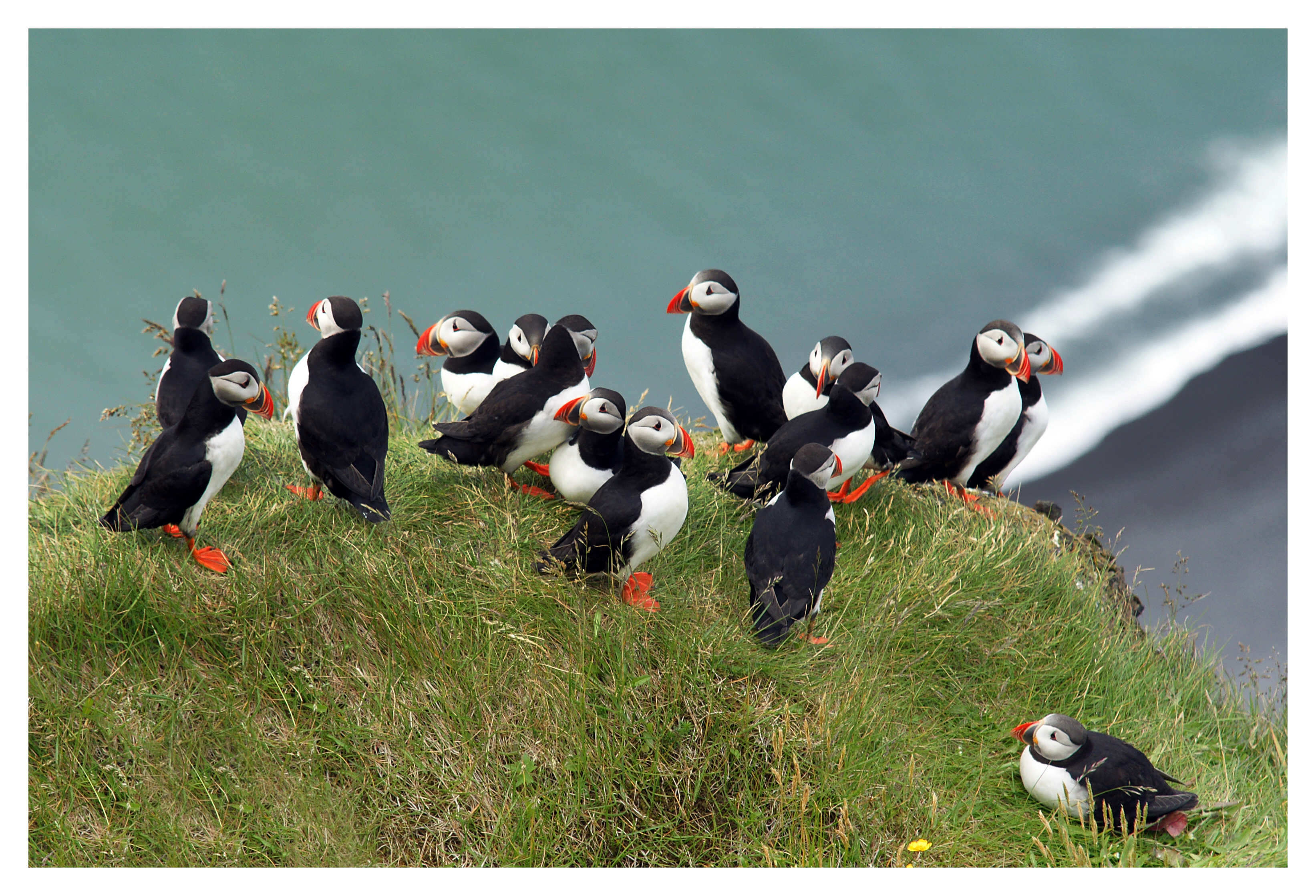
Тупики на южном побережье Исландии

Атлантические тупики гнездятся на побережьях северной части Атлантического океана и Северного Ледовитого океана. В их ареал входят берега северо-запада Европы, Арктики и северо-восточная часть Северной Америки. На побережьях Северной Америки самая крупная колония (больше 250 тысяч пар) находится в экологическом заповеднике Witless Bay, к югу от города Сент-Джонс, а крупнейшая колония в мире находится в Исландии, где гнездятся 60 % от всей популяции тупиков. Другие крупные колонии находятся на побережьях Ньюфаундленда, на севере и западе Норвегии, Фарерских, Шетландских и Оркнейских островах, у западного побережья Гренландии. Колонии меньшего размера есть на Британских островах, Шпицбергене, полуостровах Новая Шотландия и Лабрадор. Самая крупная колония в России на Айновских островах Мурманского побережья. Небольшие колонии есть на Новой земле и северо-восточном побережье Кольского полуострова и прилегающих к нему островов. Тупики предпочитают гнездиться на островах, побережья материков для них менее привлекательны.
Вне сезона размножения тупики могут находиться в Северном Ледовитом океане, в том числе в Северном море, иногда появляются за Северным полярным кругом.

## Образ жизни

### Питание
Атлантические тупики питаются в основном рыбой. Это могут быть песчанки, сельдь, мойва, песчаные угри. Иногда едят также мелких моллюсков и креветок.

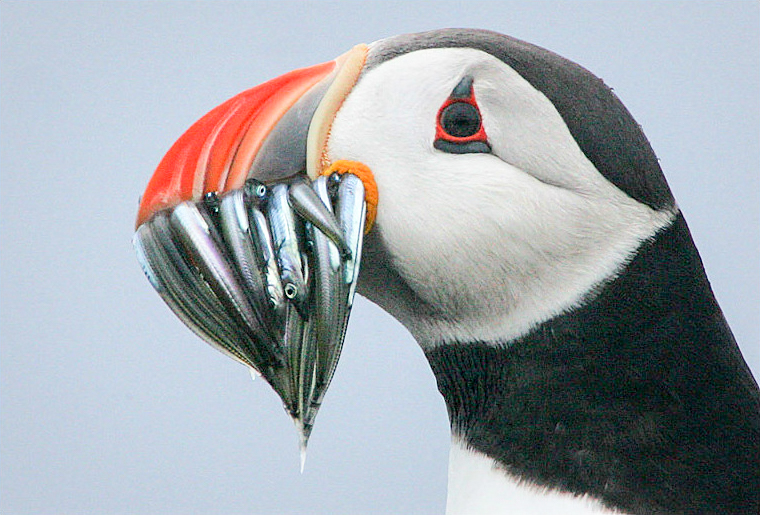
Тупик с добычей — песчанками

Во время охоты тупики плавают под водой с помощью крыльев, используя ноги в качестве руля. Плавают быстро, могут достигать больших глубин и задерживать дыхание на минуту. Обычно добыча тупиков не достигает размера, большего 7 см, но они могут поймать рыбу размером и 18 см. Обычно тупики съедают пойманную рыбу не выныривая, но большие экземпляры достают на поверхность. За одно погружение тупики ловят несколько рыбок, прижимая их языком к верхней челюсти. В день взрослая птица может съесть около сорока рыбок. Общий вес съеденного обычно 100–300 г.

### В море

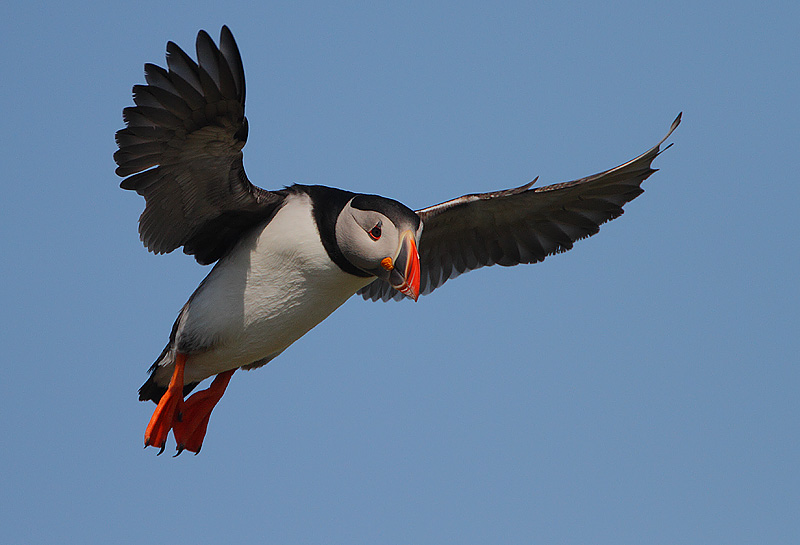
В полёте

Часть года вне сезона размножения тупики обитают в море. Вероятно, ареал их зимовки охватывает весь Северный Ледовитый океан, а его южная граница в Атлантическом океане проходит у побережий северной Африки. Заплывают тупики и в западную часть Средиземного моря. Зимуют тупики небольшими группами или поодиночке, проводя в воде всё своё время. На плаву эти птицы держатся, постоянно передвигая лапами, и не перестают это делать даже во сне. Много времени тупики уделяют поддержанию своего оперения в сухости и равномерному распределению секрета копчиковой железы. Это помогает им поддерживать тепло. Как и у многих других птиц, брюхо у тупика белое, а спина тёмная. Это обеспечивает маскировку во время морской жизни.
В это время у тупиков происходит линька. В отличие от других птиц, тупики теряют все маховые перья сразу, таким образом оставляя себя без полёта на один-два месяца. Линька обычно происходит в январе — марте, но молодые птицы могут делать это и позже.

### На суше

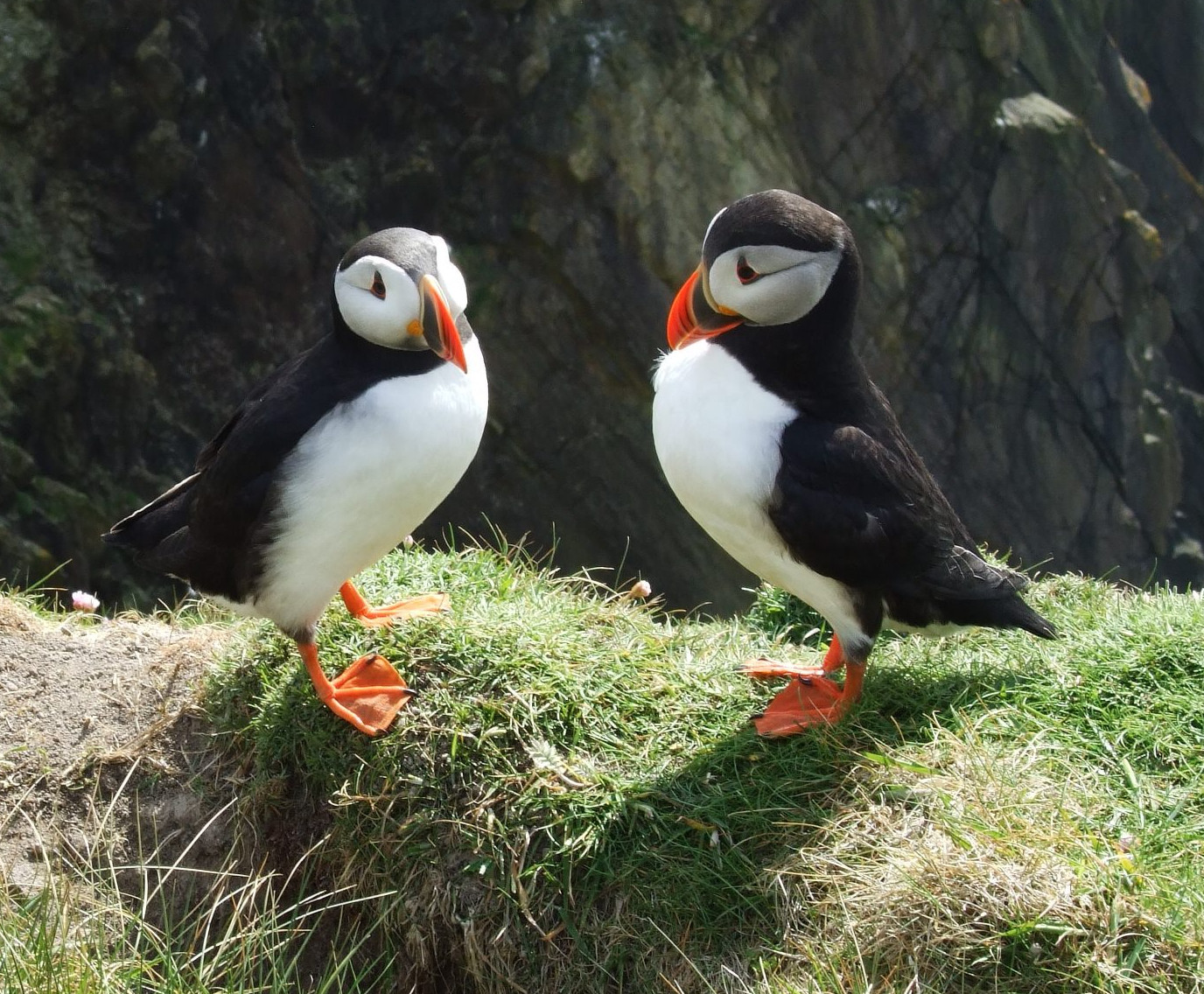
Пара тупиков

Тупики возвращаются весной в колонии, в которых родились. Перед тем, как начать строить гнёзда, они несколько недель плавают группами вокруг берега, и лишь когда оттает земля, принимаются за строительство. Тупики стараются прибыть быстрее, чтобы успеть найти наилучшие места там, где взлетать легче всего. Кроме того, у птиц, гнездящихся в таких местах, реже крадут пищу чайки и поморники.
Тупики моногамны, часто они возвращаются в одну и ту же нору в течение нескольких сезонов размножения. Непонятно, встречаются уже состоявшиеся пары в море или находят друг друга в колонии. Во время ухаживаний тупики подходят друг к другу, покачиваясь, а затем трутся клювами. Также самец, как и крачки и некоторые другие птицы, во время ухаживания кормит самку небольшими рыбками, тем самым показывая, что он способен выкормить её и птенцов.
Вскоре после приплытия тупики приступают к постройке или ремонту норы. Часто во время того, как одна птица выкапывает нору, вторая стоит снаружи и забирает этот грунт. Другие птицы собирают сухие стебли и фрагменты трав для подстилки.
Если один из тупиков чего-то пугается и неожиданно взлетает, то он может поднять всю колонию, и они начинают осматривать всю территорию, а затем садятся обратно.
После подготовки норы тупики уделяют много времени уходу за своими перьями и стычкам с соседями. В этих стычках они обычно не наносят друг другу повреждений, для выяснения отношений хватает нескольких клевков.

## Размножение

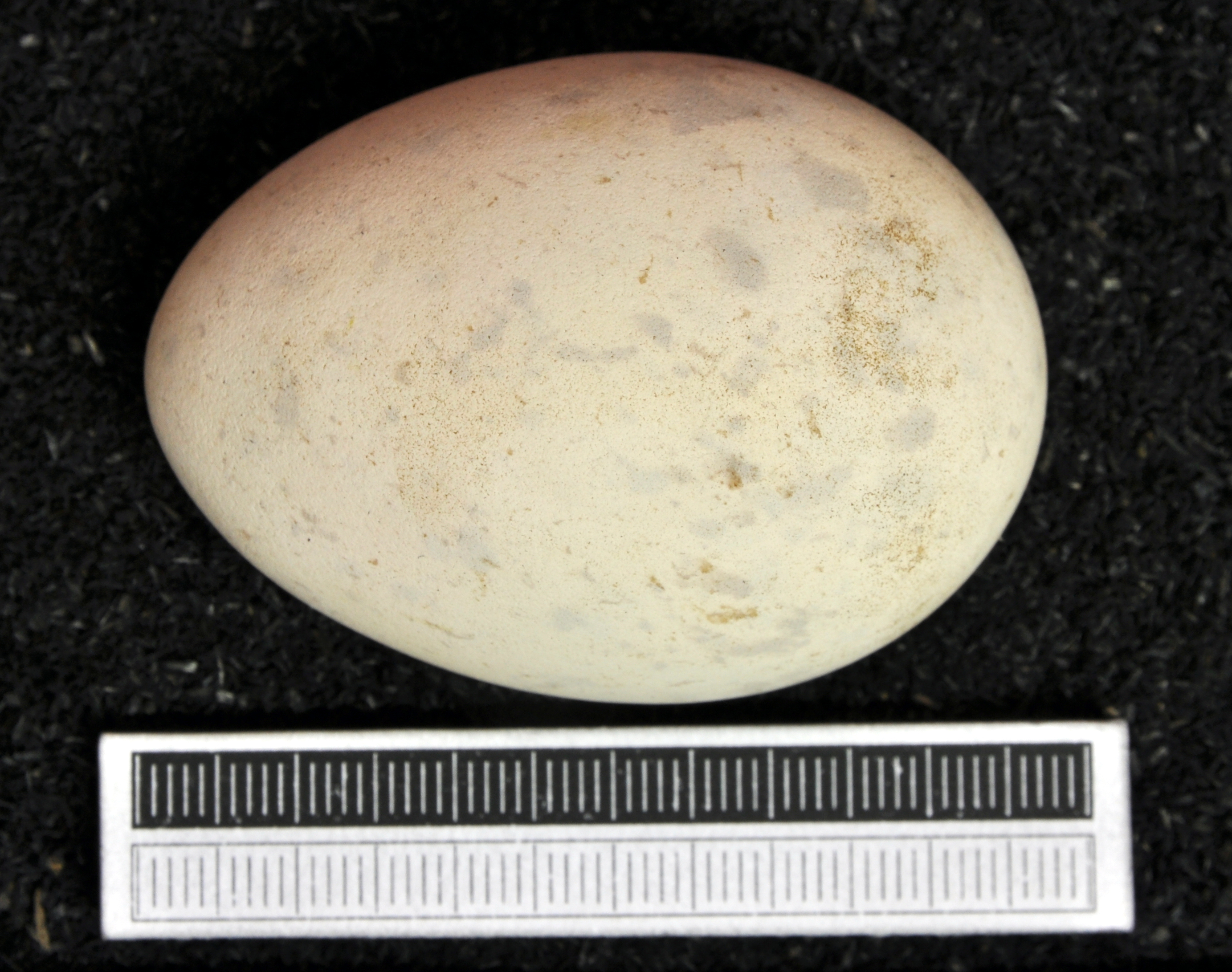
Яйцо тупика

Тупики гнездятся на птичьих базарах. Для рытья норы, в которой расположено гнездо, они выбирают места, где есть толстый слой торфа. Выкапывают нору с помощью лап и клюва. Туннели дугообразной формы, реже прямые, длиной 1—3 метра. Норы разных пар часто пересекаются. Подстилка внутри скудная, состоящая в основном из сухой травы, мха и пуха.
В кладке одно яйцо размера 6×4 см, весом 60—70 г. Оно белого цвета, иногда с бледными лиловатыми крапинками. Насиживают оба партнёра.

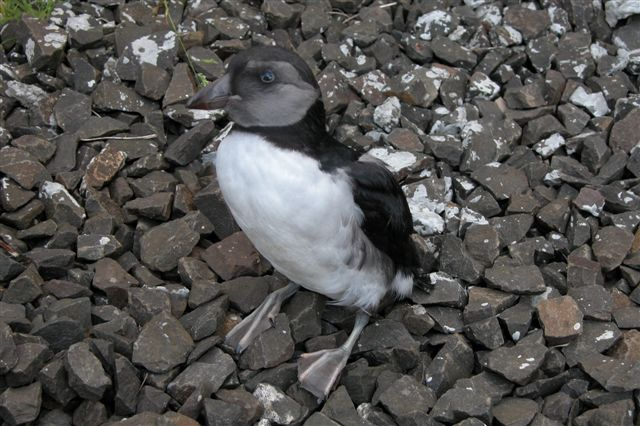
Молодая птица

Птенцы вылупляются через 35—36 дней. Они покрыты длинным чёрным пухом и первоначально весят около 42 г, но их вес растёт со скоростью примерно 10 г в день. Для, того, чтобы выкормить потомство, родители летают за кормом обычно 3—11 раз в день. Сильно прижимая языком рыбу к верхней половине клюва и цепляя её за острую кромку, тупики могут принести до 20 рыбок за раз. Рацион птенца в основном составляют песчаные угри (Clupea harengus), в Норвегии сельдь, на полуострове Лабрадор мойва. Часто в нём также есть песчанки. Количество выживающих птенцов очень зависит от количества определённой рыбы: если её резко становится меньше, то многие просто погибают от голода.
На 10—11 день жизни у птенцов появляются перья первого зимнего оперения. Маховые показываются на 6—11 день жизни. Вершины рулевых появляются на 17—18 день. Дольше всего пух остаётся на спине и шее, он может не выпасть даже ко дню переселения в море.
Молодые птицы вылетают из гнёзд в возрасте 39—46 дней. Обычно это происходит ночью, когда хищников мало. К этому времени птенцы уже покрываются взрослым оперением и хорошо летают. Оперение молодых птиц отличается от взрослых: у них белые ноги, нет серых пятен на щеках, клюв серый и узкий, оперение на голове серое, а не чёрное. В первую весну жизни у них происходит частичная линька.

## Классификация
Атлантические тупики относятся к семейству чистиковых отряда ржанкообразных, как и кайры, конюги, чистики. В род Тупики вместе с ними относят также топорка и ипатку, которые являются их ближайшими родственниками. Также их родственником является тупик-носорог, но его относят в отдельный род. Вымершим родственником тупика является птица Fratercula dowi.
Вид Fratercula arctica имеет три подвида:
- Fratercula arctica arctica
- Fratercula arctica grabae
- Fratercula arctica naumanni

Подвиды отличаются друг от друга только по размеру и ареалу. Птицы подвида F. a. arctica имеют среднюю длину 151—175 мм. Длина клюва 41,7—50,2 мм, высота у основания 34,5—39,8 мм. Обитающие в северной Исландии тупики F. a. naumanni весят около 650 г. Длина их крыла составляет 172—186 мм. Длина клюва 49,7—55,8 мм, высота 40,2—44,8 мм. Птицы подвида F. a. grabae (Фарерские острова) весят всего около 400 г, а длина их крыла в среднем 15,8 см.

## Тупики и человек

### Охрана
Атлантический тупик занесён в Красную книгу, по классификации МСОП считается видом, находящимся в уязвимом состоянии (Vulnerable), причём его статус изменился буквально в 2015 году, хотя до этого многие годы считался видом вне опасности (Low risc). По прогнозам, в ближайшие три поколения ожидается снижение численности европейской популяции на 50—79 %. Учитывая, что в Европе обитает более 90 % всех существующих птиц, это — серьёзный повод для беспокойства.
Жители прибрежных посёлков часто охотятся на тупиков. Их мясо употребляют в пищу, в основном копчёным В большинстве стран, где обитают тупики, охота на них запрещена из-за опасений по поводу снижения количества пар, которые выкармливают птенцов.
В Великобритании организованы заказники, в которых тупик включён в список охраняемых видов.
- Остров Бурху в проливе Ла-Манш, в птичьем заповеднике, находится колония тупиков.
- Остров Носс в Шотландии[37].
- Остров Фула в Шотландии, 48 000 пар, 5,3 % популяции[38].

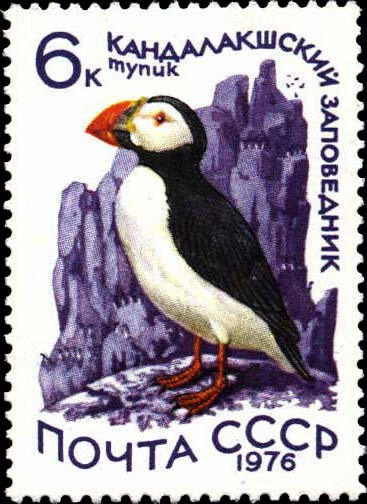
Марка СССР с тупиком

### В культуре
Атлантический тупик является официальным символом канадской провинции Ньюфаундленд и Лабрадор. Также они являются символом норвежского муниципалитета Верёй (Værøy). В августе 2007 года тупики были предложены в качестве официального символа Либеральной партии Канады её лидером Майклом Игнатьевым, но не были избраны.
Некоторые острова также названы в честь этой птицы.
Тупиков часто изображают на марках различных стран. Их выпускали Франция, Ирландия, Исландия, Норвегия, Португалия, Россия, СССР, Словения, Соединённое Королевство, а также Гибралтар, Олдерни, Фарерские острова, остров Мэн, Гернси, Сен-Пьер и Микелон.
Также издательство Penguin Books создало дочернее издательство Puffin Books в 1939 году.